# Tillandsia pavonii
Espèce
Classification phylogénétique
Tillandsia pavonii Mez est une espèce de plantes à fleurs de la famille des Bromeliaceae.
Le terme pavonii est une dédicace au botaniste espagnol J.A. Pavón, collecteur de la plante

## Protologue et Type nomenclatural
Tillandsia pavonii Mez in C.DC., Monogr. Phan. 9: 774, n° 130 (1896)
Diagnose originale :
« inflorescentia bipinnatim panniculata[sic] ; spicis laxiusculis subpinnatis, 10-v. plurifloris, bracteas primarias longe superantibus ; bracteolis florigeris dorso laevibus, sepala superantibus ; floribus strictissime erecti ; sepalis antico libero, posticis binis alte connatis ; petalis stamina superantibus ; stylo quam stamina paullo breviore. »
Type : leg. Pavón ; « Peruvia, loco ignoto » ; Herb. Paris.
Nb : le type de ce taxon se limite à une inflorescence ; Mez a décrit ce taxon sans en connaître l'aspect végétatif.

## Synonymie
(aucune)

## Écologie et habitat
- Biotype : plante vivace herbacée.
- Habitat : ?
- Altitude : ?

## Distribution
- Amérique du sud :
  -  Pérou[1]

## Comportement en culture
Tillandsia pavonii est une plante mal connue qui ne semble pas avoir été introduite en culture, tout du moins sous ce nom.